# Inger Alfvén
Inger Maria Alfvén (ur. 24 lutego 1940 w Solna, zm. 26 lipca 2022) – szwedzka pisarka.

## Biografia
Córka laureata Nagrody Nobla z fizyki, Hannesa Alfvéna, który był bratankiem kompozytora Hugona Alfvéna.
W 1964 skończyła studia z zakresu nauk społecznych, a potem pracowała jako kurator i asystent opieki na dzieckiem.
Powieścią, która przyniosła jej popularność, była Dotter till en dotter z 1977 roku. Jej książki w dużej mierze to bezpośredni zapis stanów ludzkiej podświadomości, a w swojej twórczości porusza takie tematy jak dziedziczone role płciowe, miłość, przyjaźń i samotność.
Mieszka w Sztokholmie.

## Twórczość
- 1964 – Vinbergssnäckan
- 1969 – Tusentals äpplen
- 1971 – Lena-Bell
- 1972 – Ta ner månen
- 1976 – Städpatrullen
- 1977 – Dotter till en dotter
- 1979 – S/Y Glädjen (ekranizowana w 1989[5])
- 1981 – Arvedelen
- 1984 – Ur kackerlackors levnad
- 1986 – Lyckans galosch
- 1989 – Judiths teater (ekranizowana jako serial Judith)
- 1992 – Elefantens öga
- 1992 – Kvinnornas svarta bok
- 1992 – Sex kvinnors lusta
- 1994 – En moder har fyra döttrar
- 1997 – Berget dit fjärilarna flyger för att dö
- 1998 – När jag tänker på pengar
- 1999 – Det blå skåpet
- 2002 – Någon kom i båten
- 2004 – Livets vatten
- 2006 – Mandelkärnan
- 2009 – När förnuftet sover
- 2012 – Allt vi aldrig gjorde med varandra
- 2015 – Berör mig inte, berör mig
- 2019 – Tvilling

## Nagrody i wyróżnienia
- 1978 – TCO:s kulturpris
- 2001 – Nagroda Signe Ekblad-Eldhs[6]
- 2006 – Nagroda specjalna Towarzystwa Dziewięciu[7]
- 2012 – Moa-priset
- 2012 – Eric och Ingrid Lilliehööks stipendium